# Bahnhof Xinzuoying
Der Bahnhof Xinzuoying (chinesisch: 新左營車站; englisch: New Zuoying Station) ist einer der wichtigsten Eisenbahnknoten von Kaohsiung, der drittgrößten Stadt (Juli 2024) Taiwans.
Er ist der einzige Bahnhof im Südwesten Taiwans mit drei unterschiedlichen Verkehrsanbindungen, der Hochgeschwindigkeitsbahn (Taiwan High Speed Rail), der Eisenbahn (Taiwan Railway Administration TRA) und der U-Bahn (Kaohsiung Mass Rapid Transit). Täglich verkehren am Xinzuoying Bahnhof rund 64.000 Reisende. Am 1. Dezember 2006 wurde der Bahnhof für den Verkehr freigegeben.
| Bahnhof Xinzuoying |                 | |
| Daten              |                 | |
| Eröffnungsdatum    | Eröffnungsdatum | Hochgeschwindigkeitsbahn: 31. Oktober 2006 Eisenbahn: 1. Dezember 2006 Kaohsiung Mass Rapid Transit: 9. März 2008 Citybike Kaohsiung：28. März 2013 |
| Bahnhofscode       | Bahnhofscode    | Hochgeschwindigkeitsbahn: ZUY／12 Eisenbahn: 288 Kaohsiung Mass Rapid Transit: R16／YH1／BG1 Citybike Kaohsiung: 80                                 |
| Betreiber          | Betreiber       | • Hochgeschwindigkeitsbahn: Taiwan High Speed Rail • Eisenbahn: Taiwanische Eisenbahnverwaltung (TRA) • U-Bahn: Kaohsiung Mass Rapid Transit        |
| Linien             | Linien          | Rote Linie (R16) Westliche Linie (288) Südliche Linie (288) Östliche Linie (288) Zweiglinie (288) Hochgeschwindigkeitsbahn Linie (ZUY)              |

## Bauwerk

### Bahnhof für Hochgeschwindigkeitsbahn und  Eisenbahn
Der Xinzuoying Bahnhof ist 27 m hoch, 180 m breit und 530 m lang. Insgesamt verfügt er über 5,7 ha Fläche.
Sowohl die Eisenbahn als auch die Hochgeschwindigkeitsbahn (ZUY) befinden sich im oberirdischen Teil der Station, die im Januar 2007 mit der Fertigstellung der Hochgeschwindigkeitsbahn eröffnet wurde. Die Linie der Hochgeschwindigkeitsbahn hat sechs Bahnsteige. Die Linie der Eisenbahn hat zwei Plattformen und vier Gleise mit einer zusätzlichen Durchgangsbahn.

### U-Bahn (R16)
Die Station der Kaohsiung Mass Rapid Transit ist eine zweistufige unterirdische Haltestelle. Es gibt die Möglichkeit, dass die Passagiere direkt von der Eisenbahn in die KMRT umsteigen können. Zurzeit besteht das Kaohsiung U-Bahn-System aus zwei Linien; die rote Linie und die orange Linie. Der erste Ausgang und der zweite Ausgang befinden sich an der Ostseite und bzw. an der Westseite des Bahnhofs. Drei Ausgänge des U-Bahnhofs sind mit Behindertenaufzügen ausgestattet. Die Passagiere können direkt von dem ersten Ausgang vom U-Bahn-System zur Hochgeschwindigkeitsbahn gelangen.
Außerdem gibt es eine direkte Verbindung vom zweiten Ausgang vom U-Bahn-System in das Shin Kong Mitsukoshi Einkaufszentrum.

### Kaufhaus

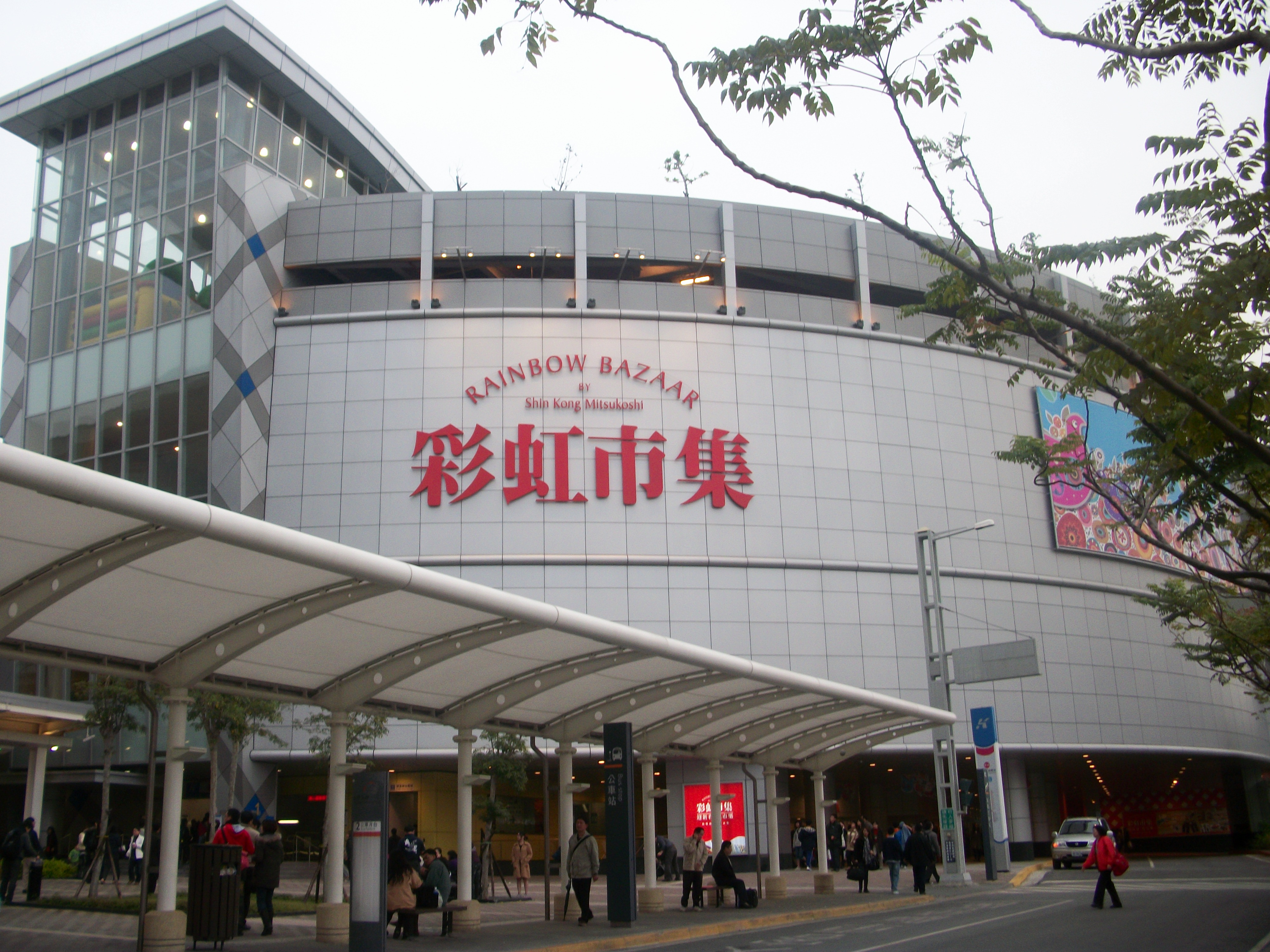
Kaufhaus

Das Shin Kong Mitsukoshi-Kaufhaus befindet sich neben dem Bahnhof. Die Passagiere können durch den Verbindungsgang in das Einkaufszentrum gehen. Im Kaufhaus gibt es verschiedene Restaurants und Geschäfte.

## Verkehrsanbindung

### Fernverkehr

Hochgeschwindigkeitsverbindungen in Taiwan

Der Xinzuoying-Hochgeschwindigkeitsbahnhof ist einer der Knotenpunkte des taiwanischen Fernverkehrs. Hier enden die Hochgeschwindigkeitszüge aus Nangang, Taipeh, Banqiao, Taoyuan, Hsinchu, Miaoli, Taichung, Changhua, Yunlin, Chiayi, Tainan und Zuoying. Im Jahr 2016 wurden täglich etwa 46.800 Ein- und Aussteiger von den Fernverkehrszüge gezählt.

### Regionalverkehr Eisenbahn

Taiwanisches Eisenbahnnetz

Die Bahnen der Taiwanischen Eisenbahnverwaltung (Taiwan Railways Administration, TRA) ist ein Eisenbahn-System, das Taiwans Städte und Landkreise verbindet. Der Bahnhof Xinzuoying ist einer der Knotenpunkte des taiwanischen Regionalverkehrs. Zurzeit besteht die taiwanische Eisenbahn aus drei Hauptlinien: die westliche Linie, die östlichen Linie, die südliche Linie und vier Zweiglinien. Die Eisenbahnen haben seit dem Ende des 19. Jahrhunderts eine wichtige Rolle im nationalen Verkehr gespielt. Die meisten Hauptlinien sind voll elektrifiziert und die Bedienung ist in der Regel effizient und zuverlässig.
| Linie                      | Strecke                                                  | Zuggattungen                                  |
| Hauptlinie Westliche Linie | Keelung–Chaozhou                                         | Tze-Chiang Limited Express, Chu-Kuang Express |
| Hauptlinie Östliche Linie  | Shulin←→Taitung                                          | Tze-Chiang Limited Express, Chu-Kuang Express |
| Hauptlinie Südliche Linie  | Taitung↔Fangliao→Xinzuoying                              | Tze-Chiang Limited Express, Chu-Kuang Express |
| Westliche Linie Yilan-Line | Cidu↔Su-ao                                               | Schnellzug, Regionalzug                       |
| Zweiglinie                 | Shen'ao-Linie / Neiwan-Linie / Jiji-Linie / Shalun-Linie | Schnellzug, Regionalzug                       |

### Stadtverkehr

#### U-Bahn
U-Bahn-System der Kaohsiung Mass Rapid Transit (KMRT)
Kaohsiung Mass Rapid Transit (KMRT) bezeichnet das U-Bahn-System der taiwanischen Stadt Kaohsiung. Das U-Bahn-System in Xinzuoying wird auch R16 genannt. Der Bahnhof Xinzuoying gehört zur roten Linie.
| Linie       | Endstationen   | Endstationen | Anzahl | Länge   |
| rote Line   | Gangshan South | Siaogang     | 23     | 28,3 km |
| orange Line | Sizihwan       | Daliao       | 14     | 14,4 km |

#### Stadtbus
Am Bahnhof Xinzuoying halten viele Buslinien. Mit diesem Stadtbus-System können die Passagiere fast alle Bereiche der Stadt erreichen.
Linien: 3, 16A, 16B, 90, 92, Rot35, Rot92, Rot35, Rot60A, Rot60B, E01, E02, E03, E04, E05, E08, E11, 8015, 8017, 8025, 8501, 9188, 9189, 301A, 301B, Rot51A, Rot51B, Rot51C, Rot53A, Rot53B, Rot53C, Rot53D.

#### City Bike Kaohsiung
Um Treibhausgasemissionen zu reduzieren und Luftverschmutzung zu vermeiden, wurde 1998 das Kaohsiung City Fahrradverleih-System (City Bike) von der Stadtverwaltung eingerichtet. Bis heute (Stand 2017) gibt es insgesamt 193 Mietstandorte.